# Parham (Suffolk)
Parham – wieś w Anglii, w hrabstwie Suffolk, w dystrykcie East Suffolk. Leży 22 km na północny wschód od miasta Ipswich i 129 km na północny wschód od Londynu. Miejscowość liczy 300 mieszkańców.